# Pierre Duverney
Pour l’article homonyme, voir Duverney.
Pierre Duverney ou Du Verney, né à Feurs en Forez (Loire) le 9 décembre 1653 et mort en août 1728, est un chirurgien français.
Pierre Duverney, chirurgien de Paris, est le frère de Joseph-Guichard Duverney (1648-1730) qui le fit venir à Paris pour étudier la chirurgie et dont il fut le compagnon de ses premiers travaux.
Il épousa Marie Chauvin.
L'Académie des sciences l'admit dans son sein en tant qu'élève de J. B. Duhamel le 9 avril 1701, puis associé anatomiste le 15 janvier 1707.
Il fut exclu comme n'assistant presque point aux assemblées (par lettre ministérielle déclarant sa place vacante le 20 février 1714).
Après avoir quitté l'Académie en 1715, il se livra plus exclusivement à la pratique de la chirurgie dans laquelle il était très versé.
Il abandonna aussi le séjour de Paris en 1724 et mourut en province en 1728.